# Nový Bor
Nový Bor é uma cidade checa localizada na região de Liberec, distrito de Česká Lípa.